# Stephanostomum provitellosum
Stephanostomum provitellosum är en plattmaskart. Stephanostomum provitellosum ingår i släktet Stephanostomum och familjen Acanthocolpidae. Inga underarter finns listade i Catalogue of Life.